# Silivașu de Câmpie, Bistrița-Năsăud
Silivașu de Câmpie este satul de reședință al comunei cu același nume din județul Bistrița-Năsăud, Transilvania, România. Se află în Câmpia Transilvaniei. La recensământul din 2002 avea o populație de 1.048 locuitori.

## Istoric
Vatra veche a satului se întindea de la moara comunală până la Ciurgău cu o distanță de 2 km și o formă alungită și răsfirată. Era înconjurată de pădurile: Saica, Contenit, Budiște și următoarele dealuri: Saica, Budiște, Contenit, Hârtoape, Baraboi, și Căstăi. Actuala vatră a satului se întinde de-a lungul șoselei DN16 și este înconjurată de dealurile amintite, are formă lunguiață și ca structură este răsfirată.
	Edificiile publice sunt situate în centrul civic, de-a lungul șoselei și în parc. Există următoarele instituții: școala generală Silivaș, grădiniță, primăria, căminul cultural, dispensar, farmacie, bibliotecă comunală, biserica veche (1662) și biserica nouă (1950).
	Arterele de circulație care străbat satul sunt: DN16, drumul Silivaș-Visuia care leagă satul de următoarele localității: Fânațe, Delureni, Visuia și Miceștii de Câmpie, drumul Silivaș-Șopteriu care leagă satul de localitățile: Țăcșor, Țagu, Ulieș și Sângeorzu de Câmpie. Localitatea se găsește la 11 km față de calea ferată CFR de la Sărmășel-Gară, precum și drumul Varmeghii, adică DN 6, Apahida – Reghin, drumul din Ulița Mare, drumul Pe Față și drumul Sub-contenit. 
	Satul este compus din următoarele părți: Măieriste, Dobrești,Fînațe, Pe Față, După Deal, Satu Nou și Mireș. Această împărțire este urmarea faptului că baronul nu a dat voie să se construiască nimic pe moșia sa, datorită formelor de relief, a pădurilor existente, a practicării agriculturii și păstoritului. Satul a aparținut din anul atestării sale (1321) de comitatul, județul Cojocna – Cluj, Cluj – Turda, Cluj până în anul 1950 când a intervenit raionarea. Până în anul 1956 a aparținut de raionul Luduș, din 1956 până în 1960 de raionul Sărmaș, iar între anii 1961-1968 aparținând din nou raionului Luduș. Din 14 februarie 1968 localitatea aparține județului Bistrița-Năsăud, conform noii împărțiri administrative teritoriale a țării.

### Mănăstirea greco-catolică
În anul 1765 la mănăstirea greco-catolică de aici se afla un călugăr, Lazăr și dascălul Banu. Pădurea mănăstirii a fost pustiită de neuniți (care nu erau greco-catolici, deci uniți cu Roma). În 1774 mănăstirea nu mai avea nici un călugăr. Averea mănăstirii la acea dată era: arător de 9 găleți, un fânaț de 16 care de fân, o pădure și 20 de stupi.

## Ansamblul folcloric
În anul 2007 s-a format echipa de dansuri de copii. Începând din anul 2013 se formează o trupă de copii cu vârste între 7-12 ani, și o trupă de tineri cu vârste între 14-18 ani. Ansamblul poartă numele de „Dor de pe Câmpie”. Astfel a obținut locul II la cea de-a XXI-a ediție a Festivalului Internațional de Folclor pentru Copii și Tineret „Peștișorul de Aur” de la Tulcea în perioada 7-12 august 2013. La această ediție a festivalului au participat pentru prima dată peste 20 de ansambluri folclorice din 13 țări: Moldova, România, Algeria, Armenia, Bulgaria, Bosnia și Herțegovina, Cipru, Croația, Georgia, Macedonia, Polonia, Slovacia și Ucraina. România a fost reprezentată de județele: Bistrița-Năsăud, Brașov, Cluj, Iași, Maramureș, Mureș, Olt, Suceava, Tulcea și Vaslui.

## Obiectiv memorial
Monumentul Eroilor din Primul Război Mondial. Obeliscul memorial a fost amplasat inițial în anul 1937 în satul Fânațele Silivașului, iar după restaurare, a fost mutat în comuna Silivașu de Câmpie, unde se află și în prezent. Monumentul, de formă prismatică, este postat pe un soclu piramidal, fiind realizat din piatră și împrejmuit cu un gard din lemn în memoria eroilor români și maghiari din Primul Război Mondial. Pe fațada obeliscului se află un înscris memorial: „S-a ridicat acest monument în comuna Silivașu de Câmpie în memoria celor 78 eroi căzuți pe câmpul de luptă din 1914-1919“. Dedesubt sunt înscrise numele celor 78 de eroi.

## Personalități
- Nicodim Morar (1857 - 1928),  deputat în Marea Adunare Națională de la Alba Iulia 1918

## Galerie de imagini

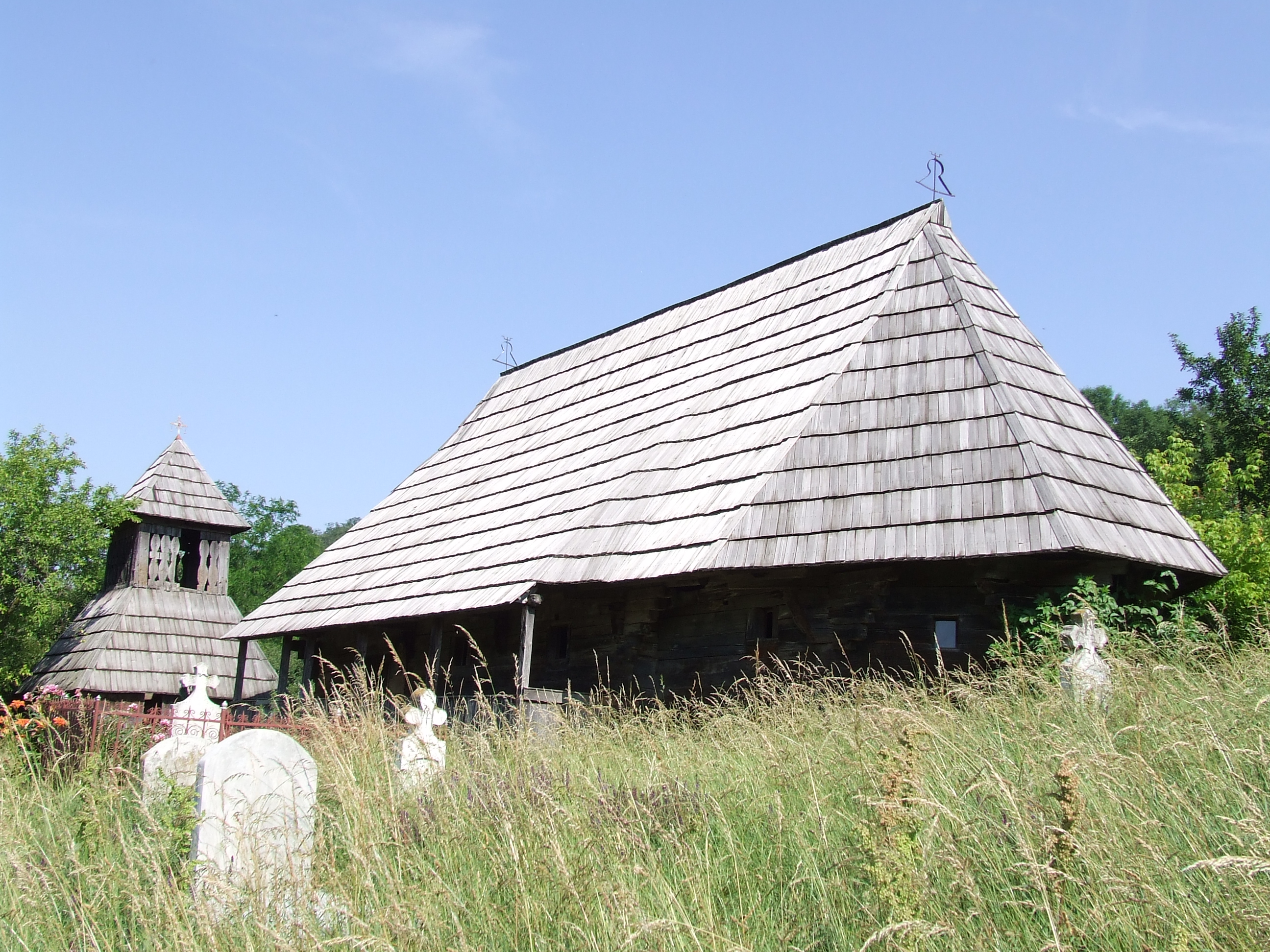
Biserica de lemn din Silivașu de Câmpie
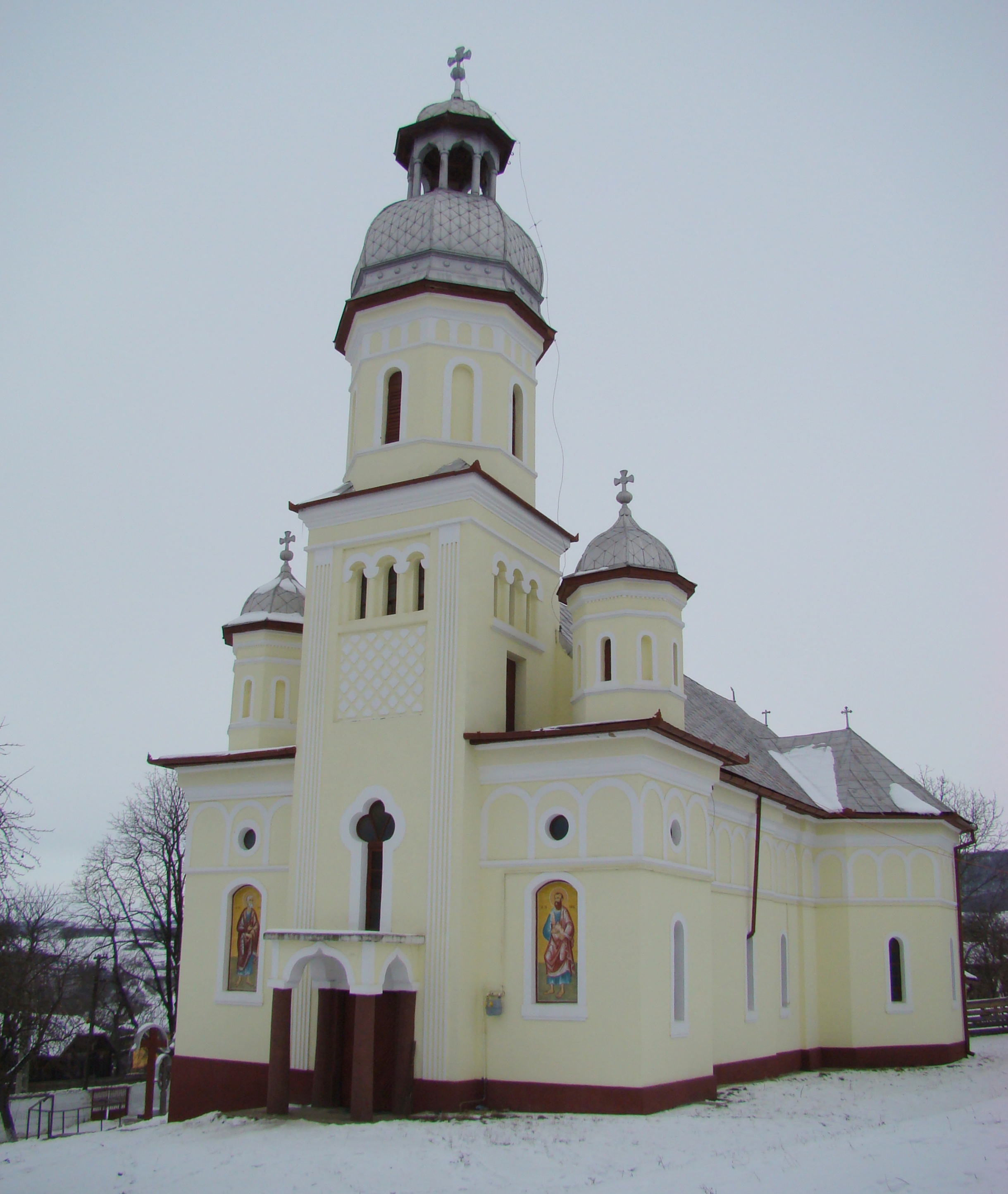
Biserica nouă din zid
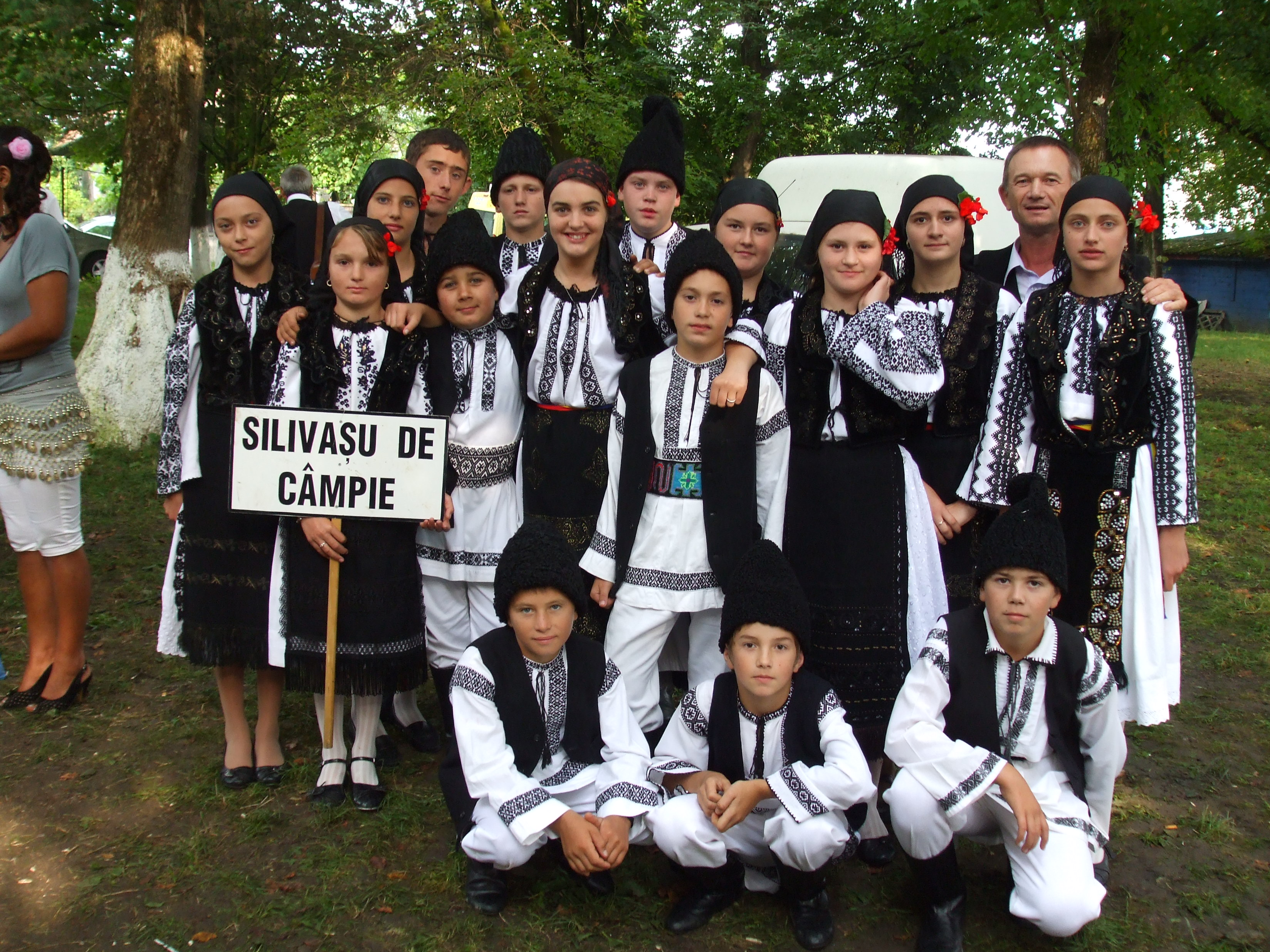
Formația de dansuri populare, septembrie 2010